# Косовска операција 1944.
Косовска операција обухвата завршне борбе НОВЈ и Савезника за ослобођење Косова и Метохије од немачко-балистичких снага, које су трајале од 15. октобра до 22. новембра 1944. године.

## Распоред снага
Спајањем Прве армијске групе НОВЈ са Црвеном армијом код Младеновца 10. октобра 1944. и ослобођењем Ниша 14. октобра коначно је осујећено повлачење немачке групе армија „Е“ долином Јужне и Велике Мораве чиме је ова група била присиљена на повлачење преко Косова поља ка Краљеву и преко Рашке ка Пријепољу. Да би омогућила уредно повлачење својих трупа преко Косова, група армија „Е“ је са борбеном групом „Лангер“ заузела Куршумлију и затворила правац од Прокупља према Подујеву, а борбеном групом „Бредов“ код Бујановца затворила правац према Гњилану и Приштини. Међупростор тих група Немци су бранили са око 10.000 албанских квислинга са Косова.
После ослобођења Ниша, бугарска Друга армија је у сагласности са Врховним штабом НОВ и ПОЈ продужила дејства према Косову пољу да би спречила повлачење групе армија „Е“ у долину Западне Мораве. По наређењу Главног штаба НОВ и ПО Србије 24. и 46. српска дивизија НОВЈ и Друга, Трећа и Пета косовско-метохијска бригада дејствовале су заједно са бугарском 2. армијом.

## Ток операције

### Операције на Косову
Јединице Друге бугарске армије (4. дивизија и делови тенковске бригаде) прешле су у напад ка Куршумлији 15. октобра. Под њиховим притиском борбена група „Лангер“ напустила је 16. октобра то место и повукла се на положаје 2 км јужно од Куршумлијске Бање где је ојачана батаљоном немачке 22. дивизије, артиљеријским дивизионом, противтенковском батеријом 88 мм и батеријом топова. Бугарске снаге и 17. бригада 24. српске дивизије НОВЈ продужиле су напад: 17. бригада извршила је обухватни маневар борбене групе „Лангер“, што је допринело њеном повлачењу са положаја код Куршумлијске Бање на линију Преполац–Мердаре. Немци су задржали ове топографски јаке положаје и стабилизовали одбрану. За то време 12. дивизија бугарске Друге армије и 5. косовско-метохијска бригада наступајући правцем Лебане-Медвеђа-Туларе избиле су 18. октобра на линију Брвеник-Ајкобила где су задржане од немачких и балистичких снага. Издвојивши из главнине, која се повлачила преко Косова, четири батаљона и дивизион артиљерије, Немци су поновно ојачали борбену групу „Лангер“ која је проширила положаје и затворила правац од Медвеђе ка Приштини. Код Бујановца 46. српска дивизија НОВЈ и бугарска 2. коњичка дивизија, те 2. и 3. косовско-метохијска бригада водиле су борбе са борбеном групом „Бредов“ без виднијег успеха.
За 23. октобар било је предвиђено да бугарска 2. дивизија и јединице НОВЈ пређу у напад на свим правцима (Куршумија-Подујево, Мердаре-Приштина, Бујановац-Гњилане-Приштина). Истовремено, Штаб бугарске 2. армије припремао је да између 4. и 12. дивизије убаци у борбу 9. дивизију, а 6. дивизију на крило 4. дивизије, у захвату комуникације Куршумлија-Подујево. Пошто није сачекала ангажовање јединица бугарске 2. армије, 24. дивизија НОВЈ је 23. октобра прешла у напад и тога дана овладала Угљарским кршем, Кртњаком и Тачевцом. До 28. октобра продрла је у Пакаштицу и Бајгору, угрозивши леви бок немачких снага код Преполца и Косовску Митровицу. Истог дана немачке и балистичке снаге из рејона Црног врха, Подујева и Оштрог копља извршиле су противнапад и довеле 24. дивизију у веома тешку ситуацију; истакнута испред фронта, претрпевши тешке губитке (118 мртвих и 209 рањених) повукла се на положај Угљарски крш-Кртњак-Тачевац, где ју је нешто касније сменила 22. дивизија НОВЈ.
Ради заузимања Малог Косова, бугарска 2. армија је 1. новембра са 6, 4. и 12. дивизијом прешла у напад и присилила борбену групу „Лангер“ да се повуче на линију Бараина-Шајковац-Главник-Кодра голма. Поновно ојачана са осам батаљона, два артиљеријска дивизиона и четом тенкова, борбена група „Лангер“ требало је да обезбеди даље повлачење групе армија „Е“ преко Косова поља. Пошто је убацила у борбу 9. дивизију, а 12. ојачала 6. граничним пуком, бугарска 2. армија је са 4, 9. и 12. дивизијом, уз подршку тенковске бригаде, прешла у напад 8. новембра у правцу Приштине, док је 6. дивизији ставила у задатак да овлада јужним падинама Копаоника. На десном крилу 6. дивизије нападала је 22. дивизија НОВЈ. У борбама код Каљине, Главника, Лужана, Шајковца и Дражње чуке, вођеним између 8. и 15. новембра, Немци су успели да одбију све нападе бугарске 2. армије и јединица НОВЈ, и одрже положаје. Код Бујановца 46. српска и бугарска 2. коњичка дивизија, 2. и 3. косовско-метохијска бригада извршиле су напад 8. новембра на положаје борбене групе „Бредов“, која се повлачила. Истог дана делови бугарске 2. коњичке дивизије ушли су у Бујановац, а 16. новембра са 25. бригадом 46. дивизије у Гњилане.

### Операције у Метохији
Обезбеђење левог бока групе армија „Е“ у Метохији вршила је борбена група „Скендербег“, образована од делова раније разбијене немачке 21. СС дивизије „Скендербег“ и око 4.000 морнара из Грчке, укупно 7.000 војника (дивизију су сачињавали и албански квислинзи из Албаније, Косова и Метохије). Група је уз помоћ балиста, углавном, држала Пећ, Ђаковицу и Призрен, обезбеђујући комуникације које из Метохије воде ка Косову пољу. Против тих снага дејствовале су Прва и Четврта косовско-метохијска бригада и албанске 3. и 5. бригада НОВ. Како је средином новембра повлачење немачких снага преко Косова поља улазило у завршну фазу, борбена група „Скендербег“ почела је 17. новембра повлачење из Метохије. Тог дана су 1. косовско-метохијска бригада и албанска 3. бригада ослободиле Пећ, а сутрадан 4. косвско-метохијска и албанска 5. бригада Призрен чиме је Метохија коначно ослобођена.

### Завршетак операција за ослобођење
Зачене јединице групе армија „Е“ почеле су 16. новембра напуштати јужни део Косова поља, а 17. новембра почела је повлачење и борбена група „Лангер“. После борби са немачким заштитницама делови бугарске 2. коњичке дивизије и 25. бригада 46. дивизије НОВЈ ушле су 19. новембра у Приштину, 8. бригада 22. дивизије НОВЈ у Вучитрн 20. новембра, а делови бугарске тенковске бригаде и 12. бригада 22. дивизије у Косовску Митровицу 22. новембра. Тиме су биле завршене операције за коначно ослобођење целе косовско-метохијске области. 22. дивизија је затим била оријентисана према Рашкој, док је бугарска 2. армија повучена у простор Лесковца и Ниша.